# ジョシュ・トランク
ジョシュア・ベンジャミン・"ジョシュ"・トランク（Joshua Benjamin "Josh" Trank, 1984年2月19日 - ）は、アメリカ合衆国の脚本家、映画監督である。

## キャリア
2007年にテレビシリーズ『キル・ポイント』の編集・監督・脚本を務めた。
2009年にインディペント映画『Big Fan』の編集を務め、また端役で出演も果たした。
2011年に初めての長編映画『クロニクル』を監督した。『クロニクル』は2012年2月3日に20世紀フォックスより封切られ、世界で1億2500万ドルを売り上げた。製作費1200万ドルのこの映画は批評家レビュー集積サイトのRotten Tomatoesで85%の支持率を獲得した。公開当時27歳であったトランクは北米興行収入ランキングで1位を獲得した史上最年少の監督となった。
『クロニクル』の公開後はソニーの『スパイダーマン』のスピンオフの『Venom』、ワーナー・ブラザースの『The Red Star』、ソニーの『ワンダと巨像』の映画化に関わると報じられていた。
2012年7月11日、20世紀フォックスはトランクが『ファンタスティック・フォー』のリブート版を監督することを明かした。同作は2015年8月7日に全米公開された。

## フィルモグラフィ

### 映画
- クロニクル Chronicle (2012) 監督・原案
- ファンタスティック・フォー The Fantastic Four (2015) 監督・脚本
- カポネ Capone (2020) 監督・脚本・編集・出演

### ドラマ
- キル・ポイント The Kill Point（2007年） 監督・脚本・編集